# Euphumosia flavida
Euphumosia flavida är en tvåvingeart som beskrevs av Torgerson 1967. Euphumosia flavida ingår i släktet Euphumosia och familjen spyflugor. Inga underarter finns listade i Catalogue of Life.